# موسى أوتينو
موسى أوتينو أونغاو (بالإنجليزية: Musa Otieno Ongao)‏ (مواليد 29 ديسمبر 1973 في نيروبي) لاعب كرة قدم كيني دولي يجيد اللعب في خط الدفاع. يلعب حاليا لصالح نادي سانتوس الجنوب الأفريقي من سنة 1997.

## روابط خارجية
- موسى أوتينو على موقع الاتحاد الدولي (مؤرشف)  (الإنجليزية)
- موسى أوتينو على موقع قاعدة بيانات كرة القدم.إي يو (الإنجليزية)
- موسى أوتينو على موقع ناشيونال فوتبول تيمز (الإنجليزية)